# Hamala
Hamala est une commune de la wilaya de Mila en Algérie.

## Géographie

### Situation
Le territoire de la commune de Hamala est situé au nord de la wilaya de Mila à 10 km de Grarem Gouga.
| Sidi Maarouf (Jijel) | Ghebala (Jijel) | Ghebala (Jijel) |
| Chigara              | Hamala          | Grarem Gouga    |
| Chigara              | Grarem Gouga    | Grarem Gouga    |

### Reliefs, géologie, hysrographie
La commune est dominée au nord par le Djebel M'Cid Aïcha qui culmine à 1 462 m. L'Oued El Kebir qui se jette dans le barrage de Beni Haroun borde la commune à l'ouest.

### Hameaux et lieux-dits
La commune compte trois agglomérations : l'agglomération chef-lieu (ACL) est Hamala ; les agglomérations secondaires sont Cheglibi Makhlouf (ex-Gravelotte) et El Ouessaf. Les hameaux sont : Aïn Beida, El Badsi, Ain Kebira, Habbacha, Ain Guemra, Gasres, Kelaâ Zekra, Ain Chekouf, Bouata.

## Histoire
Hamala se trouve sur le territoire des Beni Haroun. Deux centres de colonisation sont créés en 1883 dans la commune mixte d'El Milia, Hamala et Gravelotte. Ils feront ensuite partie de la commune de plein exercice de Grarem à partir de 1888, jusqu'à ce qu'elle soit élevée au rang de commune en 1984.

## Démographie
| 1987  | 1998   | 2008   |
| ----- | ------ | ------ |
| 8 500 | 10 810 | 11 213 |

## Économie
Commune montagneuse à vocation pastorale, elle vit principalement de l'exploitation des thermes de Beni Haroun, le long de la route nationale: RN27.